# Tony Vaccaro

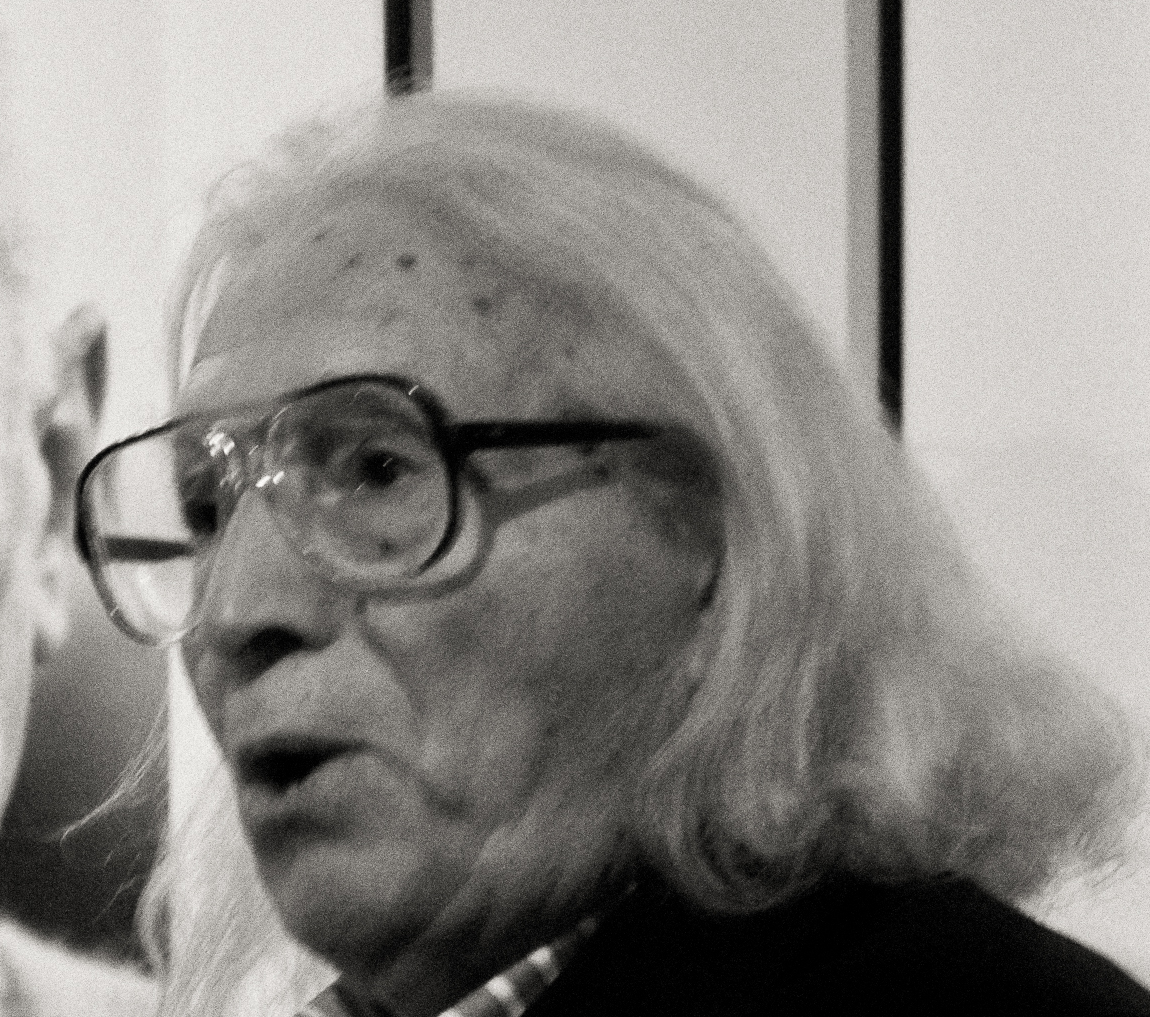
Tony Vaccaro (2009)

Tony Vaccaro (* 20. Dezember 1922 in Greensburg, Pennsylvania; † 28. Dezember 2022 in New York City, New York) war ein US-amerikanischer Fotograf. Er war vor allem für seine zwischen 1944 und 1949 in Deutschland aufgenommenen Fotos bekannt. Nach dem Krieg war er ein bekannter Mode- und Lifestyle-Fotograf für verschiedene US-amerikanische Magazine.

## Leben
Tony Vaccaro wurde am 20. Dezember 1922 in Greensburg, Pennsylvania geboren. Er wurde in der Kirche als Michelantonio Celestino Onofrio Vaccaro getauft. Er war das zweite von drei Kindern und der einzige Junge. Seine Eltern waren italienische Einwanderer. 1925 zog die Familie zurück nach Bonefro in Italien, woher sein Vater Giuseppe Antonio Vaccaro (* 14. Oktober 1874) stammte. In Bonefro verbrachte Tony seine Jugendjahre.
Mit Ausbruch des Zweiten Weltkriegs kehrte Tony Vaccaro in die Vereinigten Staaten zurück. Er entging damit dem italienischen Militärdienst. In den USA beendete Vaccaro seine Highschool in New Rochelle (New York). 1943 wurde er eingezogen und von der US-Armee 1944 nach Europa geschickt. Zunächst kämpfte er als Private 1944 und 1945 in der 83rd Infantry Division der US-Army in der Normandie und dann in Deutschland. Hierbei ließ ihm sein Dienst genug Freiraum zum Fotografieren. Seine Filme entwickelte er nachts in Helmen und trocknete sie an Ästen. Gegen Ende des Krieges war Vaccaro offizieller Fotograf für die Divisionszeitung. Im September 1945 wurde er aus der Armee entlassen. Er blieb allerdings in Deutschland, wo er einen ersten Job für die US-Verwaltung in Frankfurt am Main übernahm und hier für die Zeitungsbeilage Weekend arbeitete, eine Beilage der Zeitschrift Stars and Stripes. Bis 1949 fotografierte Vaccaro in Deutschland und Europa und dokumentierte so das Nachkriegsleben. 4000 seiner Fotos gingen 1948 bei einem Unfall verloren. 1999 stellte er im Kunstverein Ingolstadt aus. Die Kriegsfotos veröffentlichte er 2001 in seinem Buch Entering Germany: Photographs 1944–1949 sowie 2002 in dem Buch „Shots of War“, herausgegeben von Reinhard Schultz.
Nach seiner Rückkehr in die Vereinigten Staaten arbeitete er ab 1950 für das Life-Magazin und die Zeitschrift Look, bevor er zum Magazin Flair kam.
Vaccaro starb im Dezember 2022 wenige Tage nach seinem 100. Geburtstag in seinem Zuhause in Long Island City.

## Auszeichnungen
1994 wurde er bei den Feierlichkeiten zum 50-jährigen Ende des Zweiten Weltkriegs in die französische Ehrenlegion aufgenommen.
In der bretonischen Stadt Saint-Briac-sur-Mer ist der Platz vor dem Rathaus nach ihm benannt. Dort hatte er am 15. August 1944 das berühmte Foto gemacht, auf dem ein GI ein kleines Mädchen küsst („Baiser de la Libération“).

## Veröffentlichungen
- Entering Germany: Photographs 1944–1949. Taschen, Köln 2001, ISBN 3-8228-5908-7.
- Renée Gadsden: Tony Vaccaro. The Formative Years. Praesens Verlag, Wien 2006, ISBN 3-7069-0345-8.
- Frank Lloyd Wright. Kultur-unterm-Schirm, 2002.
- Shots of War. Hrsg. Reinhard Schultz, Galerie Bilderwelt, Berlin 2001, ISBN 3-905597-34-9.
- Tony Vaccaro. Retrospective. 70 Jahre Fotografie. Hrsg. Reinhard Schultz, Galerie Bilderwelt, Berlin 2012.
- Bataille des Ardennes – Ardennenschlacht. 1944–1945. Luxembourg. Tony Vaccaro. Hrsg. Reinhard Schultz, Galerie Bilderwelt, Berlin 2014
- Tony Vaccaro – Soldier with a camera, 1944–1945. Luxembourg: Lions Club Luxembourg-Country (2017), ISBN 978-99959-0-315-2.
- Tony Vaccaro Photographies 1944–1945. Département d’Ille-et-Vilaine, Rennes 2010, ISBN 978-2-86035-023-5.

## Filme
- Ein Leben für den Augenblick – Die Bilder des Fotografen Tony Vaccaro. Dokumentarfilm von Daniel und Jürgen Ast, Erstsendung auf rbb 2. September 2018